# Liste der Baudenkmale in Steinhagen (Vorpommern)
In der Liste der Baudenkmale in Steinhagen (Vorpommern) sind alle Baudenkmale der Gemeinde Steinhagen (Vorpommern) im Landkreis Vorpommern-Rügen und ihrer Ortsteile aufgelistet. Grundlage ist die Veröffentlichung der Denkmalliste des Landkreises Vorpommern-Rügen, Auszug aus der Kreisdenkmalliste vom Juli 2012.

## Steinhagen
| ID   | Lage                             | Bezeichnung                                                  | Beschreibung | Bild                     |
| ---- | -------------------------------- | ------------------------------------------------------------ | --- | ------------------------ |
| 1061 | Dorfstraße (Karte)               | Transformatorenhaus                                          | |                          |
| 1054 | Dorfstraße 70a (Karte)           | Wohnhaus                                                     | | Wohnhaus                 |
| 1057 | Dorfstraße 77 (Karte)            | Scheune mit Göpelscheune                                     | |                          |
| 1064 | Schulstraße 2 (Karte)            | Schulanlage mit Schule und Sporthalle                        | |                          |
| 1051 | Steinhagen-Dorfstraße 17 (Karte) | Pfarrhaus mit Stall                                          | |                          |
| 1062 | Steinhagen-Dorfstraße 19 (Karte) | Kirche mit Friedhof, Feldsteinmauer, Glockenstuhl, Mausoleum | Gotische Hallenkirche aus Backstein vom frühen 13. Jahrhundert; Turm aus Feldstein mit Backsteinfassungen und Pyramidendach; Innen: Mittelalterliche Fresken, Taufbecken 13. Jh., Altaraufsatz mit Triumphkreuzgruppe vom 15. Jh., Emporen und Kanzel von 1659, Mehmel – Orgel von 1863 | Weitere Bilder           |
| 1063 | Steinhagen-Dorfstraße 19 (Karte) | Kriegerdenkmal 1914/1918                                     | | Kriegerdenkmal 1914/1918 |
| 1052 | Steinhagen-Dorfstraße 61 (Karte) | Wohnhaus                                                     | |                          |
| 1053 | Steinhagen-Dorfstraße 69 (Karte) | Wohnhaus                                                     | 1-gesch., 8-achs. Klinkerbau von um 1900 mit Krüppelwalm, 2-gesch. Mittelrisalit mit barockem Giebel | Wohnhaus                 |
| 1055 | Steinhagen-Dorfstraße 73 (Karte) | Bauernhaus                                                   | |                          |
| 1056 | Steinhagen-Dorfstraße 75 (Karte) | Scheune                                                      | | Scheune                  |
| 1058 | Steinhagen-Dorfstraße 84 (Karte) | Bauernhaus                                                   | |                          |
| 1059 | Steinhagen-Dorfstraße 87 (Karte) | Wohnhaus mit Stall                                           | | Wohnhaus mit Stall       |
| 1060 | Steinhagen-Dorfstraße 91 (Karte) | Erdholländer Windmühle                                       | | Weitere Bilder           |
| 1065 | Wirtschaftshof 1 (Karte)         | Gutshaus mit Nebengebäude                                    | Gründerzeitlicher, sanierter, 2-gesch., 7-achs. Klinkerbau von 1898 mit 3-gesch. Mittelrisalit |                          |
| 1354 |                                  | Meilenobelisk                                                | |                          |
| 1355 |                                  | Meilenobelisk                                                | |                          |

## Krummenhagen
| ID   | Lage                               | Bezeichnung        | Beschreibung                     | Bild |
| ---- | ---------------------------------- | ------------------ | -------------------------------- | ---- |
| 546  | Krummenhagen-Dorfstraße 11         | Bauernhaus         |                                  |      |
| 548A | Krummenhagen-Dorfstraße 16 (Karte) | Gutshaus           | 1.gesch. Fachwerkbau vom 19. Jh. |      |
| 548B | Krummenhagen-Dorfstraße 18 (Karte) | Gutshaus mit Anbau |                                  |      |
| 548C | Krummenhagen-Dorfstraße 19 (Karte) | Gutshaus mit Anbau |                                  |      |

## Negast
| ID  | Lage                       | Bezeichnung          | Beschreibung | Bild |
| --- | -------------------------- | -------------------- | ------------ | ---- |
| 617 | Hauptstraße 23 (Karte)     | Alte Schule          |              |      |
| 621 | Penniner Damm 13 (Karte)   | ehemaliges Forsthaus |              |      |
| 624 | Semühler Straße 20 (Karte) | Stall                |              |      |

## Quelle
- Denkmalliste des Landkreises Vorpommern-Rügen